# Hoher Gjaidstein
Hoher Gjaidstein är en bergstopp i Österrike.   Den ligger i distriktet Gmunden och förbundslandet Oberösterreich, i den centrala delen av landet, 220 km väster om huvudstaden Wien. Toppen på Hoher Gjaidstein är 2 620 meter över havet. Hoher Gjaidstein ingår i Dachstein.
Terrängen runt Hoher Gjaidstein är bergig norrut, men söderut är den kuperad. Närmaste större samhälle är Schladming, 10,8 km söder om Hoher Gjaidstein. 
Trakten runt Hoher Gjaidstein består i huvudsak av gräsmarker. Runt Hoher Gjaidstein är det ganska glesbefolkat, med 25 invånare per kvadratkilometer.